# Jordan Roland
Jordan Jamal Roland (n. Syracuse (Nueva York), 15 de enero de 1997) es un baloncestista estadounidense que pertenece a la plantilla del Gladiators Trier de la ProA de Alemania. Con 1,85 metros de estatura, juega en la posición de base. 

## Trayectoria deportiva
Es un base formado en la Westhill Senior High School de su ciudad natal, antes de ingresar en 2015 en la Universidad George Washington, situada en el barrio de Foggy Bottom en Washington D. C. para jugar durante dos temporadas con los George Washington Colonials, desde 2015 a 2017.
Tras una temporada en blanco, en 2018 cambia de universidad e ingresa en la Universidad Northeastern, situada en Boston, Massachusetts con el que jugaría durante dos temporadas la NCAA, con los Northeastern Huskies, desde 2018 a 2020.
Tras no ser elegido en el Draft de la NBA de 2020, el 10 de febrero de 2021 firma por el Valur de la Úrvalsdeild karla.
El 16 de julio de 2021, firma por el Rostock Seawolves de la ProA, la segunda categoría del baloncesto alemán, con el que logra el ascenso a la Basketball Bundesliga.
En la temporada 2022-23, forma parte de la plantilla del Rostock Seawolves de la Basketball Bundesliga de Alemania.